# لدينا عرس عائلي
لدينا عرس عائلي (بالإنجليزية: Our Family Wedding)‏ هو فيلم كوميدي تم إنتاجه في الولايات المتحدة وصدر في سنة 2010.

## بطولة
- فورست ويتكر
- أمريكا فيرارا
- شانين سوسمان

## الميزانية والإيرادات
حقق أرباحا تقدر بـ 21,409,028 دولار.

## وصلات خارجية
- لدينا عرس عائلي على موقع IMDb (الإنجليزية)
- لدينا عرس عائلي على موقع ميتاكريتيك (الإنجليزية)
- لدينا عرس عائلي على موقع روتن توميتوز (الإنجليزية)
- لدينا عرس عائلي على موقع نتفليكس (الإنجليزية)
- لدينا عرس عائلي على موقع ألو سيني (الفرنسية)
- لدينا عرس عائلي على موقع Turner Classic Movies (الإنجليزية)
- لدينا عرس عائلي على موقع أول موفي (الإنجليزية)
- لدينا عرس عائلي على موقع بوكس أوفيس موجو (الإنجليزية)
- لدينا عرس عائلي على موقع قاعدة بيانات الفيلم (الإنجليزية)
- لدينا عرس عائلي على موقع ليتربوكسد (الإنجليزية)